# Transautomatism
Transautomatism (lat. trans - genom, auto- av sig själv) är en teori kring måleri utvecklad av den unge Friedensreich Hundertwasser 1954. 

## Innebörd
Transautomatism innebar ett överskridande av den typ av automatism som praktiserades av företrädare för informell konst och ett uppbrott mot "sant skapande" vid tachismens slut. Begreppet användes av Hundertwasser även i Mögelbildningsmanifestet (1958), då han gick till fränt angrepp mot den rådande funktionalismen inom byggnadskonsten. Han såg där en likhet mellan arkitekters "automatiska" - i meningen reflektionslösa - byggen och efterkrigstidens abstrakta konst och förespråkade en mer personligt gestaltad och närmast organiskt framvuxen arkitektur. Ämnet kommer på tal även i dokumentärfilmen Hundertwasser Regentag (1972). Där medger Hundertwasser att bilder kommer till honom som i en dröm och att det organiskt framvuxna har  karaktären av något närmast omedvetet gestaltat.

### Fotnoter
1. ↑  W. Schmied (2000), s. 80